# Дубравко Јовановић
Дубравко Јовановић (Београд, 11. јануар 1961) српски је филмски, телевизијски, позоришни и гласовни глумац као и бивши водитељ емисије Здраво Европо.

## Биографија
Завршио је Факултет драмских уметности у Београду. Добитник је две годишње награде ЈДП и бројних филмских и позоришних награда.
Играо је многобројне представе у Југословенском драмском позоришту, од 1985. године, Београдском драмском позоришту, Мадленијануму, Дому синдиката у Београду и позоришту Пуж. Бави се синхронизацијом филмова и серија за студије Басивити,  Блу хаус, Лаудворкс, Ливада Београд, Мириус, Моби, Соло и Студио.
Ожењен је Мајом Јовановић са којом има четворо деце — Драгоша, Вукашина, и близанце Дарију и Видана.

## Улоге
| Год.         | Назив                                 | Улога                                     |
| ------------ | ------------------------------------- | ----------------------------------------- |
| 1984.        | Игра о памћењу и умирању              |                                           |
| 1984.        | Не тако давно                         |                                           |
| 1984.        | Проклета авлија                       | Ћамил ефендија                            |
| 1984.        | Провинција у позадини                 | Арсеља                                    |
| 1985.        | Лепотица из Амхерста                  |                                           |
| 1985.        | Ерићијада                             | Дача                                      |
| 1985.        | Погрешно                              |                                           |
| 1985.        | Црвена барака                         |                                           |
| 1985.        | Сва чуда света                        |                                           |
| 1986.        | Врење (ТВ)                            | Маријан Стилиновић                        |
| 1986.        | Лијепе жене пролазе кроз град         |                                           |
| 1986.        | Сиви дом                              | Матић                                     |
| 1987.        | Видим ти лађу на крају пута           | Воја                                      |
| 1987.        | Под рушевинама                        |                                           |
| 1987.        | Соба 405                              | Стажиста                                  |
| 1987.        | На путу за Катангу                    | Младић                                    |
| 1988.        | Смрт годишњег доба (ТВ филм)          | Саша                                      |
| 1988.        | Кућа поред пруге                      | Слободан                                  |
| 1989.        | Обична прича                          |                                           |
| 1989.        | Госпођа министарка                    | Теча-Пантин син                           |
| 1989.        | Хамбург Алтона                        | Миле                                      |
| 1989.        | Доме слатки доме                      | Марксов брат                              |
| 1990.        | Источно од истока                     |                                           |
| 1990.        | Колубарска битка                      | Иван                                      |
| 1990.        | Јастук гроба мог                      | Тоша Захарић                              |
| 1990.        | Чудна ноћ                             |                                           |
| 1991.        | Брод плови за Шангај                  | Жељко, Јелкин муж                         |
| 1991.        | Холивуд или пропаст                   |                                           |
| 1991.        | Проклета је Америка                   | Камионџија Трифке                         |
| 1992.        | Алекса Шантић (ТВ серија)             | Брат Јаков                                |
| 1994.        | Голи живот                            | Војник кладионичар                        |
| 1994.        | Жеља звана трамвај                    | хомосексуалац                             |
| 1994.        | Биће боље                             |                                           |
| 1995.        | Сложна браћа                          | Италијан из Унпрофора                     |
| 1996.        | То се само свици играју (мини-серија) | Глумац                                    |
| 1996.        | Лепа села лепо горе                   | Профитер                                  |
| 1996.        | Горе доле                             | Модни менаџер                             |
| 1998.        | Свирач                                | Страхиња, капетанов заменик               |
| 1999.        | Нож                                   | Братомир                                  |
| 2001.        | Кроцјиати (серија)                    |                                           |
| 2001.        | Бар—Београд вија Пекинг               | Кондуктер Лаза                            |
| 2001.        | Крсташи                               |                                           |
| 2002.        | Акција Тигар                          | Лакнус                                    |
| 2003.        | Сироти мали хрчки 2010                | Мајор                                     |
| 2004.        | Сиви камион црвене боје               | Кочијаш                                   |
| 2004.        | Лифт                                  | Павле Јоцић                               |
| 2005.        | Сакупљач                              |                                           |
| 2006.        | Седам и по                            | Рајковић                                  |
| 2006.        | Не скрећи са стазе                    | Србин                                     |
| 2008.        | Свети Георгије убива аждаху           |                                           |
| 2008.        | Браћа блум                            | Албини                                    |
| 2008.        | Поглед с прозора                      |                                           |
| 2008.        | Мој рођак са села                     | поштар                                    |
| 2009.        | Друг Црни у НОБ-у                     | Секула /Војвода Драшко/Партизан Рамо/Макс |
| 2009.        | Кад на врби роди грожђе (серија)      | Ибро                                      |
| 2009.        | Заувек млад (серија)                  | Дедић                                     |
| 2009.        | Улица липа (серија)                   | инспектор                                 |
| 2011.        | Мирис кише на Балкану                 | Јово Кораћ                                |
| 2011.        | Октобар                               | таксиста                                  |
| 2011.        | Жене са Дедиња                        | Алекса Хаџи Поповић / Блажа               |
| 2012.        | Црна Зорица                           | Питер                                     |
| 2012.        | Лед                                   | Дугачки                                   |
| 2015.        | Ургентни центар                       | социолог                                  |
| 2015.        | Андрија и Анђелка                     | занатлија                                 |
| 2017.        | Сумњива лица                          | Панта                                     |
| 2018.        | Немањићи — рађање краљевине           | Кулин бан                                 |
| 2018.        | Шифра Деспот                          | Сима Солуција                             |
| 2018.        | Погрешан човек                        | други Михајлов пријатељ                   |
| 2019.        | From Love: Пула то је рај             | доктор Јовановић                          |
| 2019.        | Ујка нови хоризонти                   | Мирослав                                  |
| 2019 — 2021. | Швиндлери                             | Бата Цане                                 |
| 2020.        | Калуп (ТВ серија)                     | Стевица                                   |
| 2021.        | Камионџије д. о. о.                   | Костадин                                  |
| 2021.        | Породица (мини-серија)                | Љубиша Ристић                             |
| 2021.        | Једини излаз (ТВ серија)              | свештеник Јован                           |
| 2021—2022.   | Коло среће (ТВ серија)                | Божа Танасијевић                          |
| 2022.        | Корак назад                           | Тата                                      |
| 2022–2023.   | Од јутра до сутра                     | Пеђа                                      |
| 2023.        | Бележница професора Мишковића         | Тесла, старији                            |
| 2023.        | Хероји Халијарда                      |                                           |
| 2024.        | Дрим тим (ТВ серија)                  | Бастајић                                  |
| 2024.        | V ефекат                              | Мата                                      |
| 2024.        | Крунска 11                            | др Шљивић                                 |
| 2025.        | Пасјача                               | Жарко                                     |
| надолазећи.  | Божићна авантура                      |                                           |
| надолазећи.  | Наследство                            |                                           |

## Улоге у синхронизацијама
| Година синх. | Филм/серија                                  | Лик(ови)                              |
| ------------ | -------------------------------------------- | ------------------------------------- |
| 2006.        | Лило и Стич: Серија                          | 625 / Рубен                           |
| 2006.        | Лило и Стич: Руфус                           | Рон                                   |
| 2006.        | Тејл спин (Лаудворкс)                        | Мачка                                 |
| 2006.        | Херкул (ТВ серија)                           | Херкул, Стефанопол                    |
| 2007.        | Књига о џунгли 2 (ТВ синх.)                  | додатни гласови                       |
| 2008.        | Дамбо (ТВ синх.)                             | Миш Тимоти, Дикон                     |
| 2008.        | Дарквинг Дак                                 | додатни гласови                       |
| 2008.        | Мадагаскар 2: Бег у Африку                   | Марти                                 |
| 2008.        | Медведићи                                    | Графи, Сер Таксфорд                   |
| 2008.        | Мопатопова радња                             | Мопатоп                               |
| 2009.        | Херкул                                       | Херкул                                |
| 2010.        | Прича о играчкама (званична синх.)           | Хем                                   |
| 2010.        | Прича о играчкама 2                          | Хем                                   |
| 2010.        | Прича о играчкама 3                          | Хем, Играчка у кутији                 |
| 2012.        | Мадагаскар 3: Најтраженији у Европи          | Марти                                 |
| 2013.        | Залеђено краљевство                          | Кнез од Вашарграда                    |
| 2014.        | Пчелица Маја филм                            | Барни                                 |
| 2014.        | Ћурке на слободи                             | Реџи                                  |
| 2015.        | Астерикс: Насеље богова                      |                                       |
| 2016.        | Џулијус Јуниор                               | Џулијус Јуниор                        |
| 2017.        | Турбо Т.Р.К.А. (Блу хаус)                    | Skidmark, Тито Лопез                  |
| 2018.        | Лего Нинџаго (С3-6)                          | Кол                                   |
| 2018.        | Невиђени 2                                   | Винстон Девор                         |
| 2018.        | Ринге ринге раја                             | Банзу                                 |
| 2018.        | Тролхантерс Гиљерма дел Тора                 | Вендел                                |
| 2019.        | Господин Линк: У потрази за скривеним градом | Сер Лајонел Фрост                     |
| 2019.        | Мала госпођица Дулитл                        | Тони                                  |
| 2019.        | Прича о играчкама 4                          | Хем                                   |
| 2019.        | Тајни агент Мјау                             | Антоан                                |
| 2019.        | Залеђено краљевство 2                        | Кнез од Вашарграда                    |
| 2019.        | Покахонтас                                   | Лон                                   |
| 2019.        | У потрази за Немом                           | Најџел                                |
| 2020.        | Соников филм                                 | Доктор Роботник                       |
| 2020.        | Ратови звезда: Ратови клонова (2008)         | Онаконда Фар (С1, 3), додатни гласови |
| 2021.        | Душа                                         | Месечар Звездани                      |
| 2021.        | Енканто: Магични свет                        | Бруно (говор)                         |
| 2021.        | Аинбо – добри дух Амазоније                  | Хуаринка                              |
| 2021.        | Певајмо 2                                    | Клаус Кикенклобер                     |
| 2021.        | Фабрика снова                                | Инспектор                             |
| 2022.        | Соников филм 2                               | Др Роботник                           |
| 2023.        | Мармадјук — бунтовник на четири ноге         | Зевс                                  |
| 2024.        | Моја фрики породица                          | Муркхарт                              |